# Пізньоцвіт затінковий
Пізньоцвіт затінковий, Пізньоцві́т тіньови́й (Colchicum umbrosum) — отруйна багаторічна рослина родини пізньоцвітових. Вид занесений до Червоної книги України у статусі «Вразливий». Лікарська та декоративна культура.

## Опис
Трав'яниста рослина, геофіт, осінній ефемероїд. Під час цвітіння рослина заввишки 10–15 см, під час дозрівання плодів її висота сягає 20–40 см. Бульбоцибулина завширшки 1,5–2,5 см, куляста, біля основи кособока. Основи листків плівчасті, видовжені у довгу трубку, майже чорні. Листків 3–5 штук, вони ланцетно-ремнеподібні, тупі, завдовжки 15–40 см, завширшки 15–25 мм.
Квітки блідо-лілові, розташовані на рослині по 1–3 штуки. Листочки оцвітини еліптично-ланцетні, завдовжки 2–3 см. Тичинки вдвічі коротші за пелюстки, пиляки завдовжки 3–4 мм, жовті, плівчасто-оторочені. Стовпчик трохи довший за тичинки або дорівнює їм. Плід — довгасто-еліптична, загострена, багатонасінна коробочка, звужена біля основи, завдовжки до 4 см.
Тканини пізньоцвіту тіньового містять алкалоїд колхіцин, притаманний усім представникам цього роду.

## Екологія та поширення
Зростає на схилах Головного пасма Кримських гір, де підіймається аж до висоти яйл, а також на галявинах, серед чагарників, у змішаних і листяних лісах (переважно дубових та букових). Рослина відносно теплолюбна, полюбляє помірний рівень зволоженості, може рости при повному освітленні, але найчастіше — у легкому затінку. Це відрізняє пізньоцвіт тіньовий від інших представників роду, зазвичай світлолюбних.
Квітне у серпні-вересні, плодоносить наступного після цвітіння року, у квітні-червні. Розмножується насінням і вегетативно (поділом бульбоцибулин).
Рослина поширена в Малій Азії, Північному Кавказі, на заході Південного Кавказу, у гірському Криму. Українські популяції розташовані ланцюжком від Байдарської долини на заході до вулканічного масиву Кара-Даг на сході.

## Значення і статус виду
Головним чинником, що перешкоджає нормальному відтворенню виду, є нищівний збір квітів для букетів і цибулин, які використовують як лікарську сировину або садовий матеріал в аматорському квітникарстві. Колхіцин, що у великій кількості міститься в цибулинах, запобігає поділу клітин. З одного боку це може стати причиною важкого отруєння з летальними наслідками, з іншого боку, ця властивість використовується в медицині для боротьби з раком.
Пізньоцвіт тіньовий охороняється в наступних заповідниках: «Мис Мартьян», Ялтинському гірсько-лісовому, Кримському, Карадазькому, а також в Байдарському заказнику.

## Систематика
Існує два погляди на статус цього таксона: українські систематики розглядають його як окремий вид, у світовій науковій спільноті його частіше розглядають як підвид пізньоцвіту піщаного (Colchicum arenarium var. umbrosum Ker Gawl.). Також існує синонімічна назва Colchicum trapezunticum Boiss. ex Baker, яка станом на 2015 рік визнана недійсною.